# Cloppenburg (huyện)
Cloppenburg là một huyện ở Niedersachsen, Đức. Các đơn vị giáp ranh (từ phía bắc theo chiều kim đồng hồ) là: các huyện Ammerland, Oldenburg, Vechta, Osnabrück, Emsland và Leer.

## Lịch sử
Vùng này đã thuộc hạt Tecklenburg trong thời Trung cổ. Trong thời kỳ 1400-1803, vùng này thuộc giáo phận Münster. Năm 1803, khu vực này nhập vào Oldenburg và thuộc Oldenburg cho đến năm 1945. Huyện được lập năm 1933.

## Địa lý
Huyện này bao gồm phần phía tây của vùng lịch sử Oldenburgisches Münsterland, một vùng quê đồng bằng, trước đây là đầm lầy.

## Các thị xã và đô thị
| Towns                                    | Municipalities                                   |                                                           |
| ---------------------------------------- | ------------------------------------------------ | --------------------------------------------------------- |
| 1. Cloppenburg 2. Friesoythe 3. Löningen | 1. Barßel 2. Bösel 3. Cappeln 4. Emstek 5. Essen | 1. Garrel 2. Lastrup 3. Lindern 4. Molbergen 5. Saterland |